# Ludwig Weber (Theologe)
Friedrich Wilhelm Karl Ludwig Weber (* 2. April 1846 in Schwelm; † 29. Januar 1922 in Bonn) war ein deutscher evangelischer Theologe und Sozialreformer. Er war Pfarrer in Mönchengladbach.

## Leben

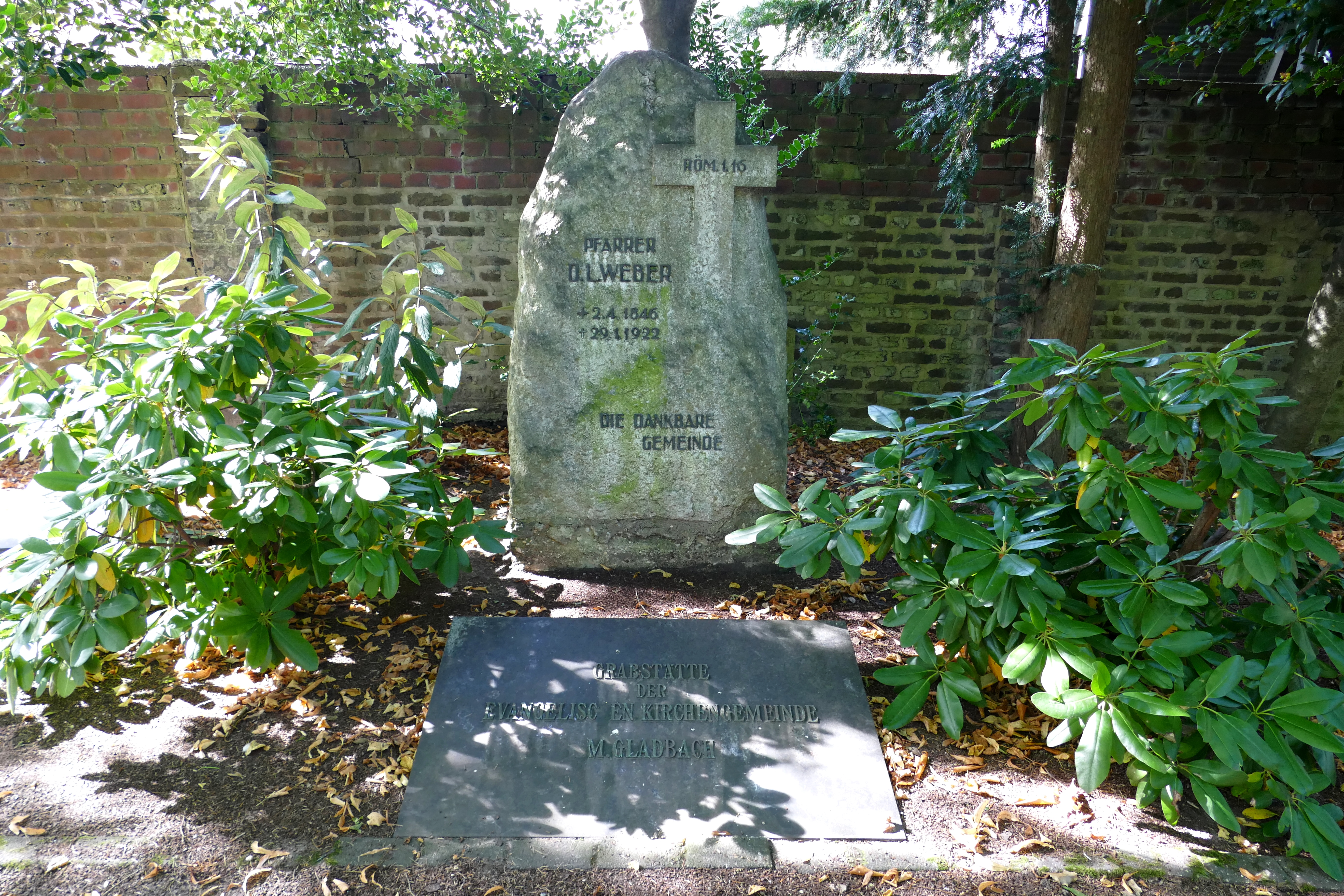
Grabstätte Ludwig Webers auf dem evangelischen Friedhof am Wasserturm Mönchengladbach

Ludwig Weber, Sohn des Landgerichtsrats Carl Weber und dessen Frau Emilie, wurde nach dem Studium in Bonn, Berlin und Erlangen 1868 in Bonn zum Lic. theol. promoviert. Er arbeitete als Oberhelfer im Evangelischen Johannesstift Berlin, als Hilfsprediger in Iserlohn und als Pfarrer in Dellwig. 1881 kam er als Pfarrer nach Mönchengladbach, wo er bis zur Emeritierung 1914 blieb. Sein einziger Sohn Hans Emil Weber (1882–1950) wurde Theologieprofessor in Bonn.
Weber forderte gemäß seinem Leitspruch „Wem viel gegeben ist, von dem wird auch viel gefordert“ die Verantwortung der Besitzenden gegenüber der Arbeiterklasse ein. Beeinflusst von den sozialpolitischen Ideen des Victor Aimé Huber trat Weber für genossenschaftliche Selbsthilfe, Streikrecht, betriebliche Mitbestimmung, gewerkschaftliche Organisierung und Gewinnbeteiligung der Arbeiter ein. Gemeinsam mit Adolf Stoecker veranlasste er die Gründung zahlreicher evangelischer Arbeitervereine, den ersten in Essen 1883. Unter anderem gründete er im Jahre 1889 den Evangelischen Arbeiterverein in Mönchen-Gladbach und den Verein für christliche Volksbildung. Auch an der Gründung des  Evangelisch-Sozialen Kongresses 1890 und der Freien Kirchlich-Sozialen Konferenz 1897 war er beteiligt. 1899 unterzeichnete er den Aufruf zur Gründung des Deutsch-Evangelischen Frauenbundes. Seine hauptsächliche Wirkung entfaltete er seit 1898 als Vorsitzender des Gesamtverbandes evangelischer Arbeitervereine. 
Die Stadt Mönchengladbach hat eine Straße nach ihm benannt.

## Schriften (Auswahl)
- Die sociale Organisation des römischen Katholicismus in Deutschland. Strien, Halle a. S.
- Die Behandlung der sozialen Frage auf evangelischer Seite. Ein Bitt- und Mahnwort Halle 1888, abgedruckt in: Quellensammlung zur Geschichte der deutschen Sozialpolitik 1867 bis 1914, II. Abteilung: Von der Kaiserlichen Sozialbotschaft bis zu den Februarerlassen Wilhelms II. (1881-1890), 1. Band: Grundfragen der Sozialpolitik. Die Diskussion der Arbeiterfrage auf Regierungsseite und in der Öffentlichkeit, bearbeitet von Wolfgang Ayaß, Florian Tennstedt und Heidi Winter,  Darmstadt 2003, Nr. 78.
- Soziales Handbuch.  Agentur des Rauhen Hauses, Hamburg 1907.
- Kirchenideale der Gegenwart. Deichert, Leipzig 1912.
- Christlich-Soziale [Partei] In: Handbuch der Politik, Berlin und Leipzig 1914